# Chrysops currani
Chrysops currani är en tvåvingeart som beskrevs av Krober 1926. Chrysops currani ingår i släktet Chrysops och familjen bromsar. Inga underarter finns listade i Catalogue of Life.